# Искра (торговая марка)
Под маркой «Искра» в СССР на заводах, относящихся к Министерству приборостроения, средств автоматизации и систем управления выпускались калькуляторы, электронные клавишные вычислительные машины и персональные компьютеры.

## Калькуляторы

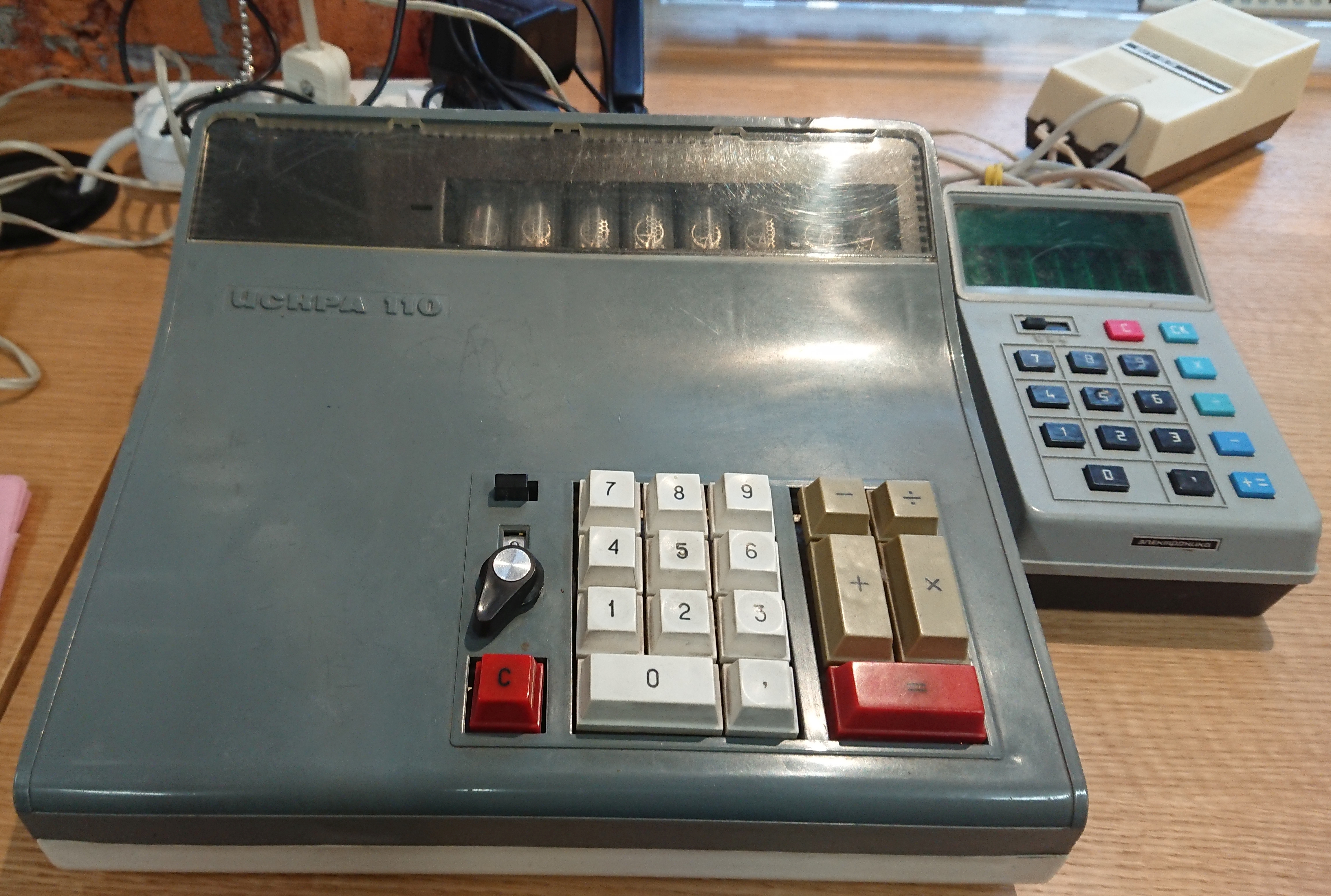
Калькулятор «Искра-110». 1971 год. Первый советский калькулятор, использующий интегральные схемы

- Искра 11
- Искра 12, 12М
- Искра 13
- Искра 22
- Искра 108, 108Д
- Искра 110
- Искра 111, 111И, 111M, 111T
- Искра 112, 112Л
- Искра 113
- Искра 114
- Искра 121
- Искра 122, 122-1, 122М
- Искра 123
- Искра 124
- Искра 125
- Искра 210, 210М
- Искра 211
- Искра 1103
- Искра 1121
- Искра 1122
- Искра 2210
- Искра 2240, 2240М

## ЭКВМ и ПК
- Искра 125
- Искра 226
- Искра-534, Искра-554, Искра-555 — электронные бухгалтерские машины[2][3]
- Искра 1030, Искра 1031 — клоны IBM PC/XT
- Искра-1050
- Искра-1080 Тарту — оригинальная разработка на 580ВМ80[4]
- Искра-1085 — клон Sinclair ZX Spectrum[5]
- Искра-1256
- Искра-2106 — электронная бухгалтерская машина, производилась на Рязанском заводе САМ[6]
- Искра 3104 — клон IBM PC/XT